# سالاری جلیل
سالاری جلیل روستایی از توابع بخش سورنا شهرستان رستم در استان فارس ایران است.

## جمعیت
این روستا در دهستان پشتکوه رستم قرار دارد و براساس سرشماری مرکز آمار ایران در سال ۱۳۸۵، جمعیت آن ۱۹۰ نفر (۴۲خانوار) بوده‌است.مردم این روستا از ایل جلیل می باشند که در منطقه ی رستم سکونت دارند.

## مشکلات روستا
با وجود اینکه روستای سالاری و منطقه پشتکوه جلیل در 17 کیلومتری راه سراسری شیراز- اهواز قرار گرفته اما هنوز از امکانات اولیه ی زندگی نظیر آب آشامیدنی محروم است. ابشار زیبای پای طوف در بالادست این روستاست که با همت مسئولین و هزینه ی کم میتوان به صورت مناسب مردم روستاهای پایین دست را از این نعمت خدادادی بهره مند کرد. امیدوارم مسئولین شهرستان رستم بیش از پیش به فکر برطرف کردن مشکلات خیلی زیاد این منطقه ی محروم باشند.